# Der Gipfel oder Die Königin des Eises

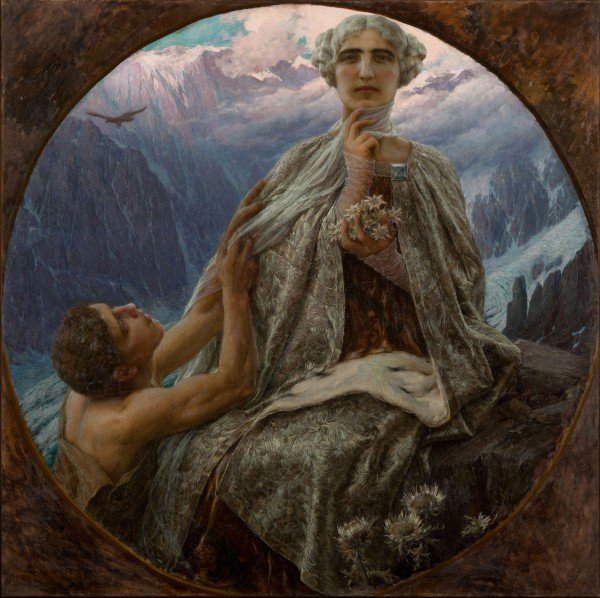
Der Gipfel oder Die Königin des Eises von Cesare Saccaggi da Tortona

Der Gipfel oder Die Königin des Eises ist ein symbolistisches Gemälde von Cesare Saccaggi aus Tortona. Es wurde 1912 auf der 10. Internationalen Kunstausstellung in Venedig präsentiert; derzeit ist es in der Gemäldegalerie der Stiftung Cassa di Risparmio di Tortona untergebracht.

## Beschreibung
Den Gipfel des Berges stellt diese prunkvoll gekleidete Menschenfigur mit Edelweiß in der Hand dar, an die sich ein junger, in Lumpen gekleideter und erschöpfter junger Mann bei seiner letzten Anstrengung mühsam zu klammern versucht.
Dieses Werk beschreibt auch, was mit Frauen in der Kunst zwischen dem Ende des 19. Jahrhunderts und dem Beginn des 20. Jahrhunderts geschah: In früheren Darstellungen wurde die Frau nur als engelhaftes Wesen oder aber als erotische und sündige dargestellt. Diese Arbeit hingegen zeigt eine entschlossene, kraftvolle, selbstbewusste und emanzipierte Frau.
Die Pose der weiblichen Figur bezieht sich auf Gustav Klimts Judith, das Emblem der Femme Fatale. Der Archetyp ist neu: Es ist der Mann, der seine Würde zu verlieren scheint, indem er bettelt, betet, kriecht, seine Würde vergisst, ihren Blick sucht – jenen der „Königin des Eises“. Diese Rolle, die in der bisherigen traditionellen Ikonographie immer der Frau zugeschrieben wurde, die auch bereit ist, ihre Würde für die Liebe zu verlieren, die oft zu Füßen der Geliebten dargestellt wird, um ihre Schwäche und Zerbrechlichkeit zu unterstreichen.
Dieses Werk wurde als Plakat der dem Maler gewidmeten Ausstellung mit dem Titel Cesare Saccaggi, einhundertfünfzig + eins ausgewählt, die im Juli 2019 in Garbagna stattfand.